# Achtung! Hartwich
Achtung! Hartwich war eine wöchentliche, von Daniel Hartwich moderierte Late-Night-Show, die 2008 zunächst am Freitagabend, später samstags nachts auf RTL lief. 

## Geschichte
Im Mittelpunkt der Sendung stand Moderator Daniel Hartwich, der pro Ausgabe einen Prominenten als Gast begrüßte. Im Gegensatz zu konventionellen Late-Night-Shows, wie beispielsweise Schmidt & Pocher, war der Gast während der gesamten Sendung anwesend. Sänger Ross Antony, der in der ersten Sendung zu Gast war, trat gelegentlich als Co-Moderator oder Überraschungsgast auf. Ein weiterer Hauptbestandteil war ein auf ironische Weise dargestellter Wochenrückblick. 

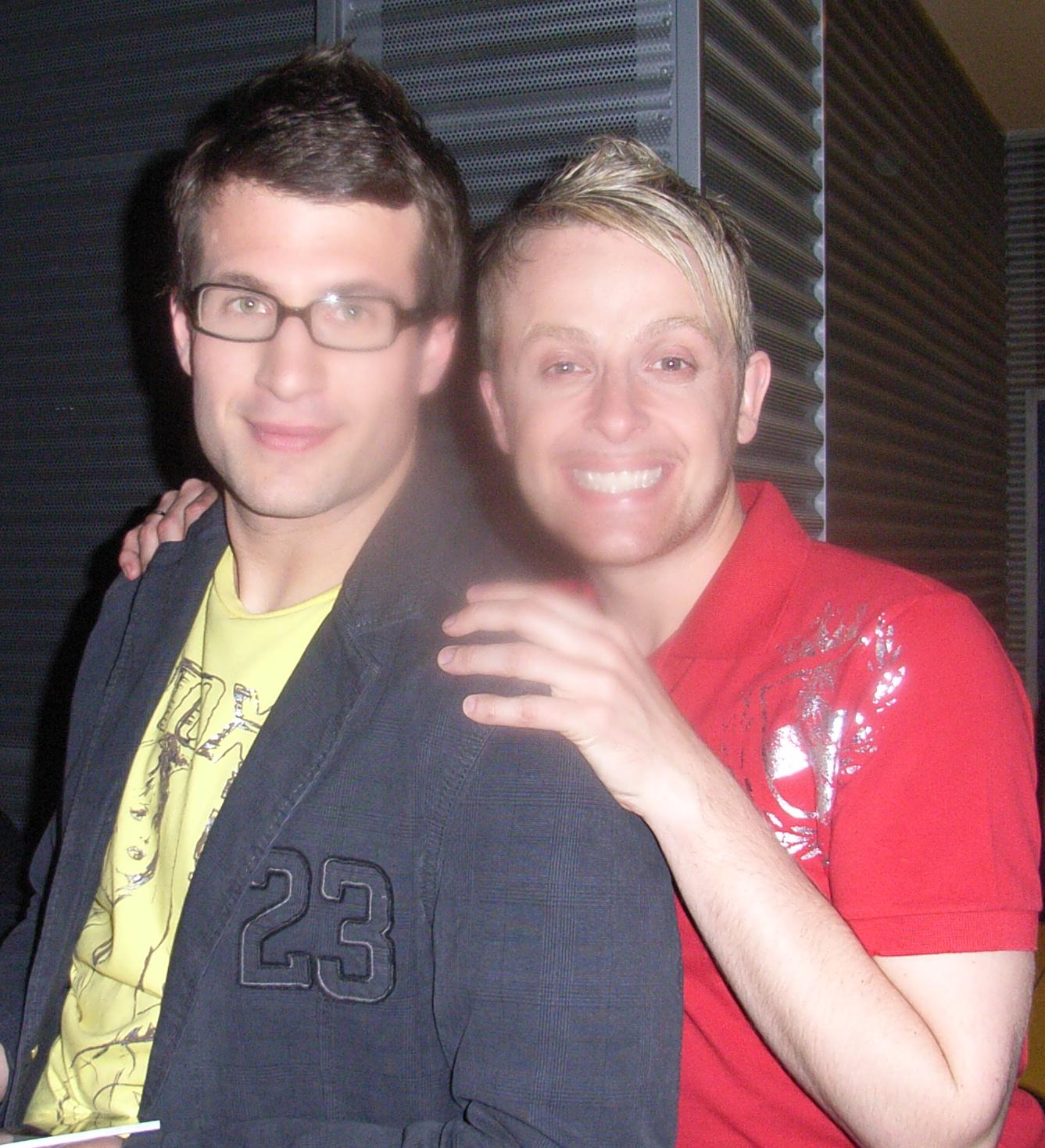
Moderator Daniel Hartwich und Gast Ross Antony nach einer Aufzeichnung von Achtung! Hartwich

Im Sendungsverlauf wurden Einspielfilme gezeigt, in denen Moderator Daniel Hartwich Spaß-Interviews mit Passanten oder Prominenten führte oder sich in für ihn unangenehme Situationen begab. So ließ er sich vor laufenden Kameras die Körperbehaarung entfernen. Des Weiteren wurden gelegentlich übertriebene Werbeversprechungen überprüft sowie kuriose Bilder und Zeitungsausschnitte diskutiert.
Produziert wurde Achtung! Hartwich von Sony Pictures Entertainment. Die Show wurde in Studio 19 der MMC-Studios in Hürth bei Köln vor Publikum aufgezeichnet.
Die Sendung wurde am 1. Februar 2008 zum ersten Mal freitagabends auf RTL gesendet. Die Quoten der Sendung waren zu Beginn eher schwach. Eine kurzzeitige Besserung stellte sich ein als man entschied, die Show ab 8. März 2008 auf Samstagnacht zu verlegen. Als hilfreich erwies sich, dass direkt vorher Deutschland sucht den Superstar lief und ausgeschiedene Kandidaten der Casting-Show als Studiogäste eingeladen wurden. Der Aufwärtstrend hielt jedoch nicht lange an. Im April 2008 wurde das Format dann endgültig eingestellt. 
Auch wenn RTL die Sendung im April 2008 absetzte, gab der Sender bekannt, „in jedem Fall eine weitere Zusammenarbeit mit Daniel Hartwich“ zu planen. Nach Hartwichs geplatzter Show wurde er bis Herbst 2021 Co-Moderator von Das Supertalent, außerdem Moderator bei Let’s Dance und Ich bin ein Star – Holt mich hier raus!.
Daniel Hartwich wurde für die Moderation der Sendung für den Deutschen Fernsehpreis 2008 und den Deutschen Comedypreis 2008 nominiert.

## Gäste
- Ross Antony
- Lisa Bund
- Anja Lukaseder
- Barbara Schöneberger
- Dirk Bach
- Gülcan Kamps
- Verona Pooth
- Stella Salato
- Marco Schreyl
- Scooter